# Eduard Brücklmeier

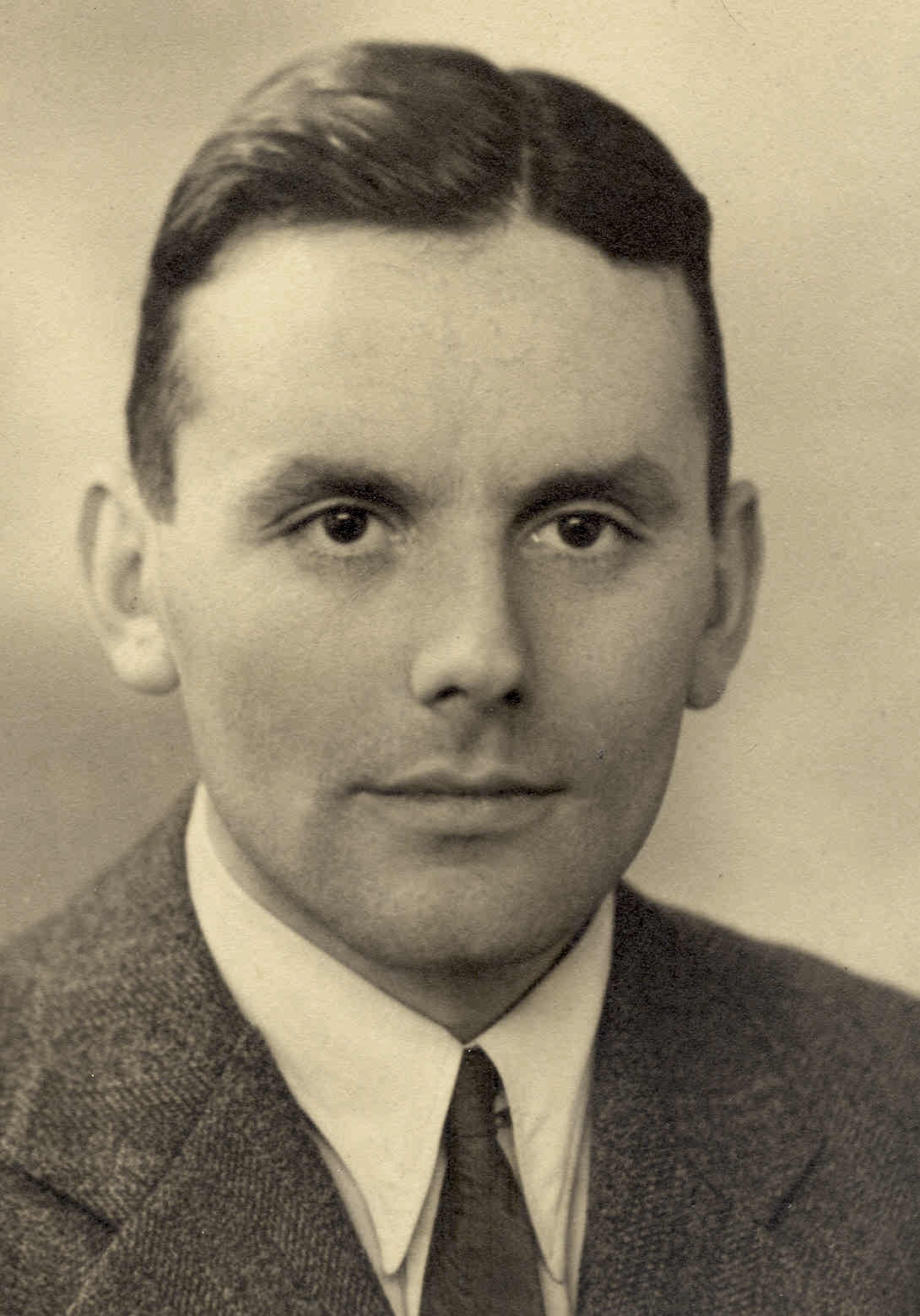
Eduard Brücklmeier (1936)

Eduard Robert Wolfgang Brücklmeier (* 8. Juni 1903 in München; † 20. Oktober 1944 in Berlin-Plötzensee) war ein deutscher Jurist und Diplomat. Er war von 1927 bis 1940 auf verschiedenen Dienstposten in Teheran, Bagdad, Colombo, Kattowitz, London und Berlin, zuletzt mit der Amtsbezeichnung Legationsrat, für das Auswärtige Amt tätig. Er war engstens mit Graf Schwerin von Schwanenfeld, Graf Yorck von Wartenburg, Botho von Wussow und von Kessel befreundet und wurde im Zusammenhang mit dem Attentat vom 20. Juli 1944 vom Volksgerichtshof zum Tode verurteilt.

## Leben

### Herkunft und Jurastudium

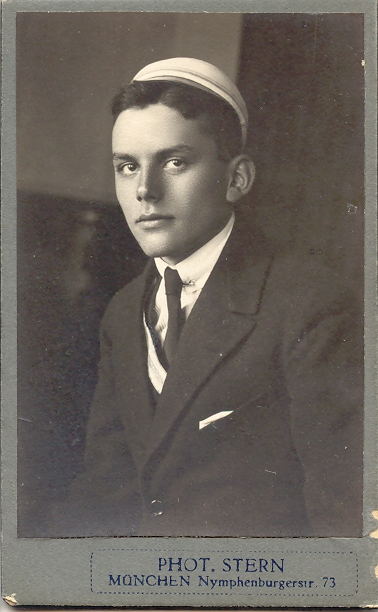
Brücklmeier als Corpsstudent in München (1923)

Eduard Brücklmeier entstammte gutbürgerlichen Verhältnissen. Er wurde 1903 als drittes von fünf Geschwistern des Justizrats und Rechtsanwalts Bruno Brücklmeier (1872–1943) und dessen Frau Albina Brücklmeier, einer Tochter des Hofkammersängers Franz Innozenz Nachbaur, in München geboren. Er wuchs in Leipzig auf, wo sein Vater im Alter von 35 Jahren als jüngster bayerischer Rechtsanwalt an das Reichsgericht berufen wurde. Einer seiner Brüder war der spätere Regisseur Erich-Fritz Brücklmeier (1907–1960). Eduard Brücklmeier besuchte von 1908 bis 1915 die III. Höhere Bürgerschule und die humanistische Thomasschule zu Leipzig. Er spielte in seiner Jugend Geige und interessierte sich für Geschichte. Auf Wunsch seines Vaters sollte er ursprünglich Berufsoffizier werden und besuchte dazu von 1915 bis 1923 die preußischen Kadettenanstalten in Karlsruhe und Naumburg (Saale) sowie die Hauptkadettenanstalt in Groß-Lichterfelde.
Nach dem Abitur (1923) an der Staatlichen Bildungsanstalt (STABILA) in Berlin-Lichterfelde begann er aufgrund seiner Ablehnung des militärischen Drills ein Studium der Rechtswissenschaften und Nationalökonomie an der Ludwig-Maximilians-Universität München. Dieses setzte er von 1925 bis 1927 an der Universität Leipzig, der Julius-Maximilians-Universität Würzburg und der Universität Lausanne (Schweiz) fort. Während seines Studiums in München trat er auf Druck des Vaters, wie seine Brüder, dem pflichtschlagenden und farbentragenden Corps Bavaria bei. Im Jahr 1927 legte er das Referendarexamen (Erste Juristische Staatsprüfung) in Würzburg ab. Im selben Jahr wurde er an der Juristischen Fakultät der Universität Würzburg  zum Dr. iur. promoviert. Ab Mai 1927 begann er gemeinsam mit den nachmaligen Widerstandskämpfern Gottfried von Nostitz-Drzewiecky und Albrecht von Kessel den dreijährigen Juristischen Vorbereitungsdienst in der Zentrale des Auswärtigen Amts in der Wilhelmstraße in Berlin. Im Jahr 1928 wurde er ebendort Attaché in der Abteilung V (Recht). Ein Jahr später legte er schließlich die Diplomatisch-Konsularische Prüfung ab.

### Tätigkeit als Diplomat

#### Stationen in Bagdad, Teheran, Colombo und Kattowitz
Nach seiner Prüfung war er kurzzeitig in der Abteilung VI (Kultur) in Berlin tätig. Anschließend wurde er als Diplomat in deutsche Auslandsvertretungen eingesetzt. So begann er im Mai 1930 im Konsulat Teheran. Von Juni bis Dezember 1930 war er kommissarischer Vizekonsul im Konsulat Bagdad. Danach wurde er wieder an die Gesandtschaft Teheran berufen, diesmal als Attaché und kommissarischer Leiter. Sein Vorgesetzter war u. a. der spätere Widerstandskämpfer Friedrich-Werner Graf von der Schulenburg. Dessen Nachfolger Wipert von Blücher schrieb später über Brücklmeier: „Er geht mit einer gewissen Frische an alles heran und verfügt über Entschlußfähigkeit. Er ist forscher Reiter, guter Polospieler und ausgezeichneter Skiläufer und Alpinist. Durch diese sportlichen Interessen und seine liebenswürdige, offene Art hat er sich bei seinen Altersgenossen im Diplomatischen Corps eine ausgezeichnete Stellung geschaffen und war vor allem bei sämtlichen Engländern überaus beliebt.“ Von Juli 1932 bis April 1933 war er im Konsulat Colombo (Ceylon) als Vizekonsul bzw. kommissarischer Leiter tätig. Danach kam er als Vizekonsul an das Generalkonsulat Kattowitz in Polen. Im April 1934 wurde er zum Legationssekretär ernannt. In Kattowitz hatte er u. a. Abwanderungsfragen, Verhaftungen und juristische Beratung der Deutschen Minderheit in Polen zu bearbeiten. Da er nicht finanzielle Mittel aus einem Schwarzen Fonds für private Zwecke der Minderheiten zweckentfremden wollte, wurde er im November 1935, unter dem Vorwurf der missbräuchlichen Verwendung von Hilfsmitteln, von Funktionären der nationalsozialistischen Jungdeutschen Partei (JdP) bei der NSDAP-Auslandsorganisation (NSDAP/AO) in Breslau-Carlowitz denunziert. Der damalige Generalkonsul Raban Adelmann von Adelmannsfelden und der Chef NSDAP/AO Otto Bene hielten ihn trotz dieser Umstände für charakterlich geeignet und Brücklmeier konnte seine Karriere fortsetzen.

#### Deutsche Botschaft in London

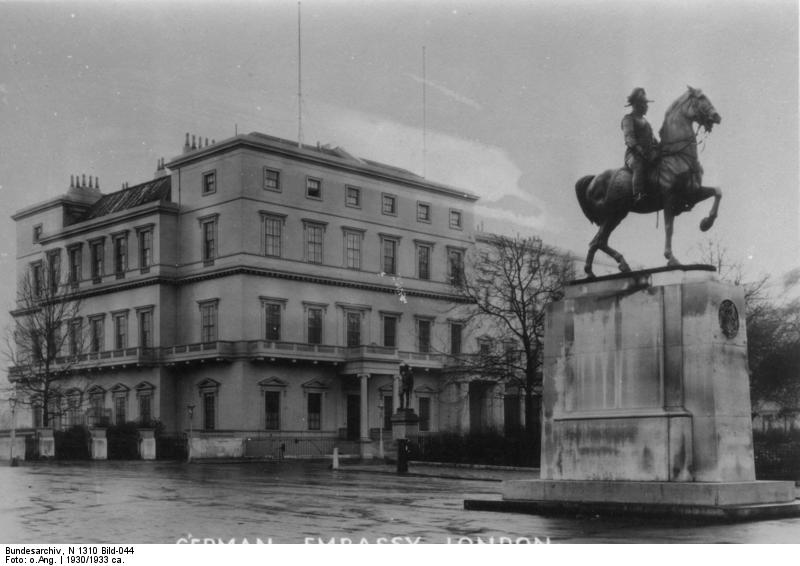
Berufliche Station in der Deutschen Botschaft London

Im Januar 1936 wurde er turnusgemäß in die Deutsche Botschaft London berufen, deren Leitung im Oktober vom Botschafter Leopold von Hoesch auf den späteren Außenminister Joachim von Ribbentrop überging. Ebendort bearbeitete er Fragen zur Rheinlandbesetzung durch die deutsche Wehrmacht. Darüber hinaus war Brücklmeier 1936 der deutsche Vertreter im Komitee für Nichteinmischung in die Angelegenheiten Spaniens. Er lernte in London seine Frau Klothilde (Amschy) von Obermayer-Marnach, eine Tochter des österreichischen Offiziers Kurt von Obermayer-Marnach, kennen, die er im März 1937 in Zagreb heiratete. Mit ihr sollte er eine Tochter namens Monika (* 1939) bekommen. Diese ehelichte später in erster Ehe den österreichischen Industriellen Fritz Mandl. Zum 1. Dezember 1937 wurde Brücklmeier in die NSDAP aufgenommen (Mitgliedsnummer 4.789.475), sein Aufnahmeantrag datierte auf den 15. Februar 1934, wurde aber wegen der Mitglieder-Aufnahmesperre der NSDAP nicht genehmigt. Dieser Schritt wurde mit Machtantritt der Nationalsozialisten von höherrangigen Diplomaten begrüßt. Nichtsdestoweniger war seinen deutschen Vorgesetzten vor allem seine anglophilen Verhaltensweisen und Freizeitbeschäftigungen suspekt. Denn Brücklmeier sprach beispielsweise fließend Englisch und bewegte sich in der englischen Oberschicht nahezu perfekt. Er hoffte damals vergeblich, dass sich der geplante Krieg, wie es der Staatssekretär des Auswärtigen Amtes Ernst von Weizsäcker anstrebte, durch eine Zusammenarbeit zwischen der deutschen Opposition und der britischen Regierung unter Premierminister Neville Chamberlain verhindern lasse. Winston Churchill beendete später die Appeasement-Politik Großbritanniens.

#### Außenministerbüro in Berlin

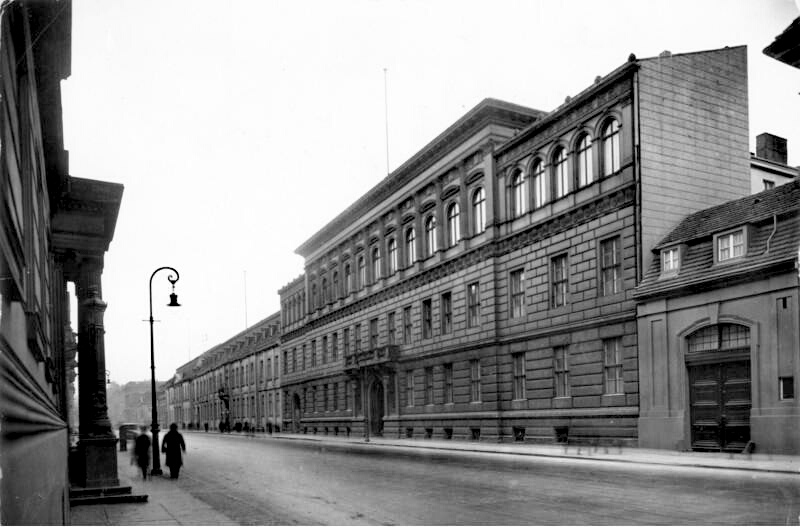
Letzter Dienstposten im Auswärtigen Amt in der Wilhelmstraße in Berlin

Im August 1938 wurde Brücklmeier gegen seinen Willen – er wollte ursprünglich an die Botschaft in Cairo oder Athen versetzt werden – durch den mittlerweile zum Außenminister ernannten von Ribbentrop, der ihn als wortgewandten Diplomaten sehr schätzte, kommissarisch in dessen von Erich Kordt geleitetes Büro nach Berlin versetzt. Ab Juli 1938 war er in der Politischen Abteilung, im Referat I/Völkerbund und für Militär- und Rüstungsfragen sowie im Ministerbüro tätig. Im September 1938 wurde er zum Legationsrat II. Klasse ernannt. Auf Antrag von Ribbentrops wurde er ohne sein Zutun im Dezember 1938 rückwirkend für den 31. Dezember 1937 in die SS (SS-Nummer 310.351) als SS-Obersturmführer, registriert beim Stab des SS-Hauptamts (SS-HA), aufgenommen. Eine spätere Beschwerde beim SS-Obergruppenführer Werner Lorenz blieb erfolglos. Er erhielt dann noch eine Beförderung zum SS-Hauptsturmführer. Von Ribbentrop nahm ihn bei Auslandsreisen nach Wien, Paris und Moskau mit. Nach Ausbruch des Zweiten Weltkrieges wurde er wegen defätistischer Äußerungen gegenüber seinem Hausarzt, dem SS-Hauptsturmführer Fritz Karnitschnig, von ebendiesem denunziert und kurzzeitig von der Gestapo verhaftet. Vom Chef des Reichssicherheitshauptamts (RSHA) Reinhard Heydrich wurde er am 10. Oktober 1939 persönlich verhört. Von Ribbentrop leitete gegen Brücklmeier ein Disziplinarverfahren ein, an dessen Ende er zum 26. Mai 1940 aus dem Auswärtigen Dienst entlassen und in den Ruhestand unter Beibehaltung der Bezüge versetzt wurde.

#### Berufliche Tätigkeit nach seiner Entlassung
Brücklmeier wurde im Oktober 1940 als mittlerweile 37-jähriger Gefreiter zum Wehrdienst in der Wehrmacht in der Region Châlons-sur-Marne im besetzten Frankreich eingezogen. Nach eigenen Aussagen übernahm er Reinigungsarbeiten an Beutematerial. Ab Januar 1941 arbeitete er als Wehrmachtsangestellter bei der Auslandsbriefprüfstelle in Berlin und anschließend als Kriegsverwaltungsrat im Heeresverwaltungsamt (Verwaltungsamt Ag VIII) des Oberkommandos des Heeres (OKH). Er war für die Beschaffung tiefgekühlter Lebensmittel zuständig. Am 7. November 1941 wurde er nach einer erneuten sicherstellenden Akteneinsicht der Gestapo und SS aus der SS und im Oktober 1942 aus dem Verwaltungsdienst im OKH entlassen. Im November 1942 sollte er zum Landesschützen-Bataillon mit Marschbefehl an die Ostfront eingezogen werden. Dank einer Intervention von General Friedrich Olbricht, dem Widerstandskämpfer und Chef des Allgemeinen Heeresamtes im OKH, wurde er als unabkömmlich für die Heimatfront freigestellt. Nach längerer vergeblicher Suche fand er 1943 mithilfe des kaufmännischen Direktors Wilhelm Roloff, seines Vorgesetzter im Heeresverwaltungsamt, bei der Firma Nordsee GmbH in Berlin eine Anstellung.

### Widerstand gegen den Nationalsozialismus
Brücklmeier gehörte zu den Widerstandskämpfern des 20. Juli 1944. Bereits 1938 und 1939 arbeitete er aktiv an einer Verschwörung gegen Hitler. Den Führer bezeichnete er im privaten Kreis als „Möchtegern-Putschisten“ und „Hinterzimmer-Strategen“. Brücklmeier nutzte zu jeder Zeit seine Möglichkeiten und knüpfte eine Vielzahl von Fäden im Netzwerk derjenigen, die das NS-Regime aktiv beseitigen wollten. Während seiner Tätigkeit an der deutschen Gesandtschaft in Teheran 1930/31 hatte Brücklmeier Botschafter Friedrich-Werner Graf von der Schulenburg kennengelernt, er stellte für ihn den Kontakt zu den Hauptakteuren des Widerstandes in seiner Wohnung in Potsdam her. Auch arrangierte er 1943 eine Vielzahl von Treffen im Widerstand, in denen er unter anderem die Nationalkonservativen Ulrich von Hassell und Carl Friedrich Goerdeler, den er über seinen Vater kannte, mit den Sozialdemokraten Wilhelm Leuschner und Hermann Maaß in seiner Potsdamer Wohnung zusammenbrachte. Darüber hinaus war er engstens mit den Widerstandskämpfern Ulrich Wilhelm Graf Schwerin von Schwanenfeld, Peter Graf Yorck von Wartenburg, Botho von Wussow und Albrecht von Kessel befreundet.
Brücklmeier war es auch, der Oberst Claus Schenk Graf von Stauffenberg mit Leuschner bekannt machte. Durch die NS-Justiz wurde ihm vorgeworfen, dass der Entwurf für eine Kapitulationserklärung des Reiches nach einem erfolgten Umsturz von ihm stamme, doch das fragliche Dokument wurde bislang nicht gefunden. In einem Schattenkabinett Beck/Goerdeler war Brücklmeier als Staatssekretär des Außenministeriums vorgesehen. Er bat jedoch darum, stattdessen dort Personalchef sein zu dürfen, weil er die verhassten Nationalsozialisten aus dem Auswärtigen Amt eigenhändig entfernen wollte. Im Juli 1944 war er in Österreich und wurde zweimal, am 11. und 15., wegen der geplanten Attentate auf Hitler nach Berlin gerufen und fuhr jeweils auch dorthin. Er erfuhr im entscheidenden Moment nichts über die Verschiebung der Aktion auf den 20. Juli. Für die direkte Durchführung des Attentats kam er ohnehin kaum in Frage, da er erstens kein Militär und zweitens auch in keiner anderen Funktion war.
Nach dem 20. Juli 1944 war Brücklmeiers Mitverschwörerschaft offenbar. Er wurde am 27. Juli 1944 in Prag verhaftet, wo er gerade rechtliche Vormundschaftsangelegenheiten für seinen Neffen regeln wollte. Er lehnte zuvor über persönliche Kontakte sowohl ein Versteck in Prag, als auch die Flucht in die Schweiz ab, da er seine Familie und Freunde nicht im Stich lassen wollte. Am 28. und 29. September 1944 fand der Prozess gegen ihn vor dem 1. Senat des Volksgerichtshofes statt. Er wurde zusammen mit den Berufsoffizieren Joachim Meichßner und Otto Herfurth am 29. September durch den Vorsitzenden Roland Freisler als Täter und Mitwisser zum Tode durch Hängen verurteilt (Az.: OJ 6/44 und venn. OJ 9/44). Dieser bezeichnete sein Wirken für den Widerstand als „schäbig und niederträchtig“. In der Urteilsverkündung fügte Freisler nach dem Verlesen des Namens noch „... ein Drückeberger ganz besonderen Ausmaßes“ hinzu. Danach wartete Brücklmeier im Zellengefängnis Lehrter Straße der Gestapo für mehrere Tage auf seine Hinrichtung. Am 20. Oktober 1944 wurde das Urteil in Berlin-Plötzensee vollstreckt. Um der Sippenhaft zu entgehen, floh seine Frau mit Kind daraufhin an den Schliersee bei München, wo sie Unterschlupf bei Bekannten fand.

## Rechtsstreit um Immobilienbesitz
Auf Intervention des Staatssekretärs und SS-Gruppenführers Wilhelm Keppler wurde 1939 die Villa Anna Mautners in der Gemeinde Grundlsee in der Steiermark von Klothilde Brücklmeier für 27.000 Reichsmark erworben und dadurch arisiert. 1947 forderte die ursprüngliche Eigentümerin ihr Vermögen nach dem Dritten Rückstellungsgesetz von 1947 zurück. Dies lehnte die Witwe Brücklmeiers mit der Begründung ab, sie sei alleinerziehend und sie habe einen Opfer-Fürsorgeausweis beantragt. Die ÖVP-Nationalrätin Frieda Mikola setzte sich für sie erfolglos bei der Landesregierung Oberösterreich ein. Mautner dagegen argumentierte: „Damals war ich die rechtlose und geächtete Jüdin […] und sie die angesehene Gattin eines Legationsrates in Berlin, die in politischer Hinsicht gerade das Gegenteil von ‚politisch verfolgt‘ war.“ Da Brücklmeier aber noch eine Flüchtlingssteuer für Mautner zahlen musste, endete der Konflikt in einem außergerichtlichen Vergleich, infolgedessen Brücklmeier das Land Oberösterreich in Regress nehmen konnte.
Die Familie Brücklmeier verlor nach dem Zweiten Weltkrieg durch die Anwendung der Beneš-Dekrete durch den tschechoslowakischen Staat ihren Immobilienbesitz in Prag, bestehend aus zwei am Altstädter Ring gelegenen Häusern. Brücklmeiers Tochter Monika Oppenheimer (später verheiratete Antonelli) klagte auf Rückgabe des Eigentums. Das Bezirksgericht Prag 1 wies 2004 die Restitutionsklage ab und führte in der Urteilsbegründung aus: Eduard Brücklmeier habe „zwar zweifellos am Kampf gegen Hitler teilgenommen, aber es ist nicht bewiesen, dass der Anschlag auf Hitlers Leben von dem Bemühen motiviert war, die unterjochten Völker zu befreien“. Eine Berufung der Tochter vor dem Obersten Gericht der Tschechischen Republik blieb 2006 erfolglos.

## Postume Ehrungen

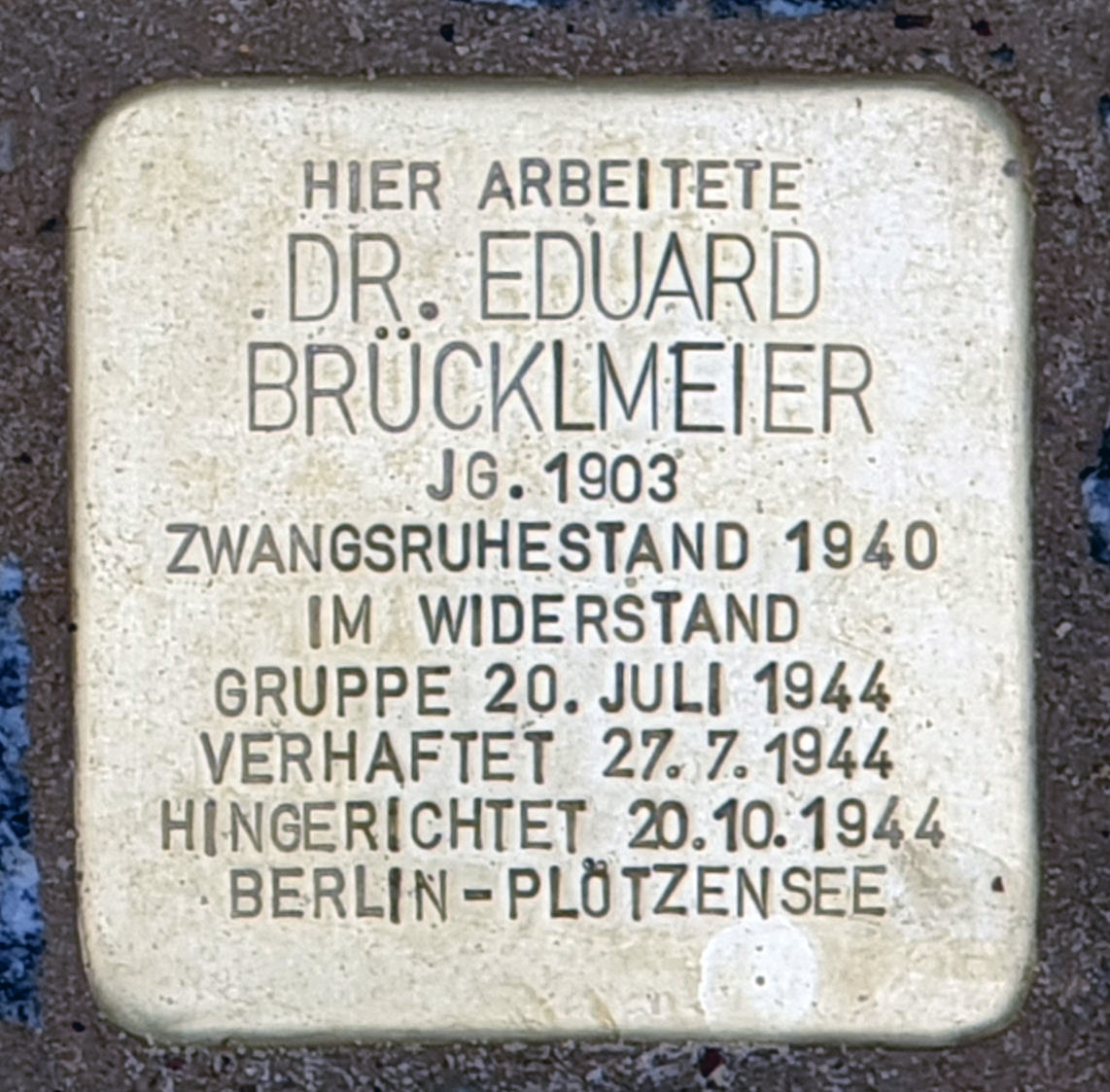
Stolperstein am Haus, Wilhelmstraße 92, in Berlin-Mitte

- 1953 wurde im Münchner Stadtteil Hasenbergl eine Straße nach ihm benannt: Brücklmeierstraße.
- 2005 wurde eine Gedenktafel an seiner in der nördlichen Innenstadt von Potsdam gelegenen Wohnung, in der Leiblstraße 5 (ehemals Markgrafenstraße 5), angebracht. Als Nachbar wohnte im selben Haus der Widerstandskämpfer Ulrich Wilhelm Graf Schwerin von Schwanenfeld (hingerichtet 1944).[24]
- Gründung des gemeinnützigen Brücklmeier-Vereins für Forschung zu Korporation und Widerstand e. V.
- Brücklmeier gehört zu den hingerichteten Corpsstudenten, die 70 und 75 Jahre nach dem Attentat in der Gedenkstätte Plötzensee geehrt wurden. Es sprachen Wolfgang von der Groeben (2014) und Rüdiger Döhler (2019).[34]
- Am 5. November 2021 wurde vor dem ehemaligen deutschen Außenministerium, Berlin-Mitte, Wilhelmstraße 92, ein Stolperstein für ihn verlegt.

### Sammelbände
- Ines Reich-Hilweg: Potsdam und der 20. Juli 1944. Auf den Spuren des Widerstandes gegen den Nationalsozialismus. Begleitschrift zur Ausstellung des Militärgeschichtlichen Forschungsamtes und des Potsdam-Museums. Rombach Verlag, Freiburg 1994, ISBN 3-7930-0697-2, S. 66 f.
- Detlef Graf von Schwerin: Dann sind’s die besten Köpfe, die man henkt. Die junge Generation im deutschen Widerstand. Piper Verlag, München 1991, ISBN 3-492-03358-X, S. 453.
- Detlef Graf von Schwerin: Die Jungen des 20. Juli 1944. Brücklmeier, Kessel, Schulenburg, Schwerin, Wussow, Yorck. Verlag der Nation, Berlin 1991, ISBN 3-373-00469-1, S. 30–34.
- Sebastian Sigler: Brücklmeier. Mann des 20. Juli. In: Sebastian Sigler (Hrsg.): Freundschaft und Toleranz. 200 Jahre Corps Bavaria zu Landshut und München. Akademischer Verlag, München 2006, ISBN 3-932965-86-8.
- Sebastian Sigler: Eduard Brücklmeier (Corps Bavaria München). Ein Mann des Widerstands am 20. Juli 1944. In: Hans Peter Hümmer (Hrsg.): Einst und Jetzt. Jahrbuch des Vereins für corpsstudentische Geschichtsforschung e. V. Band 52, Verein für corpsstudentische Geschichtsforschung, Würzburg 2007, ISBN 978-3-87707-690-3, S. 313–334.
- Sebastian Sigler: Eduard Brücklmeier – Netzwerke gegen Hitler, in: ders., Corpsstudenten im Widerstand gegen Hitler, Duncker & Humblot, Berlin 2014, ISBN 978-3-428-14319-1, 2. Auflage Berlin 2015, ISBN 978-3-428-14498-3, S. 91–114.

### Lexika und Handbücher
- Auswärtiges Amt, Historischer Dienst (Hrsg.): Biographisches Handbuch des deutschen Auswärtigen Dienstes 1871–1945. Band 1: A–F. Schöningh, Paderborn 2000, ISBN 3-506-71840-1, S. 300–301.
- Peter Steinbach (Hrsg.): Lexikon des Widerstandes 1933–1945. 2. Auflage, Verlag C.H. Beck, München 1998, ISBN 3-406-43861-X, S. 36. (= Beck’sche Reihe, 1061)